# Bernhard Saupe
Bernhard Saupe (* 1976 in Linz) ist ein österreichischer Schriftsteller.

## Leben
Bernhard Saupe wurde in Linz geboren und studierte Soziologie in Wien und Bielefeld. Er hielt Lesungen unter anderem in der Alten Schmiede in Wien und bei der Österreichischen Gesellschaft für Literatur. 2007 wurde er mit dem zweiten Platz des Feldkircher Lyrikpreises ausgezeichnet. Saupe lebt heute als Sozialarbeiter, Essayist und Lyriker in Wien.

## Werke
- 4 Gedichte, Lyrik, in: Kolik 35, Wien 2005
- Katharsis karminrot, Lyrik, in: Podium 145/146, Wien 2006
- Unter den Poren ein Gott, Lyrik, in: Lauter Niemand, Berlin 2007
- Gedichte, Lyrik, in: Lichtungen, Graz 2007
- Viersäftelehre. Gedichte, Klever Verlag, Wien 2010